# Keishin Yoshida
Keishin Yoshida (宇田 祟二?, Yoshida Keishin; Otoineppu, 12 gennaio 1987) è un fondista giapponese.

## Biografia
Attivo in gare FIS dal dicembre del 2002, Yoshida ha esordito in Coppa del Mondo il 19 marzo 2006 a Sapporo (35º) e ai Campionati mondiali a Oslo 2011, dove si è classificato 12º nella 15 km, 36º nella 50 km, 42º nell'inseguimento e 6º nella staffetta. Nel 2013 ai Mondiali della Val di Fiemme si è piazzato 12º nella 50 km, 22º nello skiathlon e 8º nella staffetta; l'anno dopo ai XXII Giochi olimpici invernali di Soči 2014, sua prima presenza olimpica, è stato 16º nella staffetta.
Ai Mondiali di Falun 2015 si è classificato 17º nella 50 km, 20º nello skiathlon e 12º nella staffetta e a quelli di Lahti 2017 20º nella 50 km, 12º nello skiathlon e 12º nella staffetta; ai XXIII Giochi olimpici invernali di Pyeongchang 2018 si è piazzato 13º nella 15 km, 21º nella 50 km e 25º nello skiathlon. Ai Mondiali di Seefeld in Tirol 2019 è stato 16º nella 50 km e 19º nello skiathlon, mentre a quelli di Oberstdorf 2021 si è classificato 44º nella 15 km, 23º nella 50 km, 35º nello skiathlon e 9º nella staffetta.

## Palmarès

### Mondiali juniores
- 1 medaglia:
  - 1 argento (10 km a Rovaniemi 2005)

### Coppa del Mondo
- Miglior piazzamento in classifica generale: 38º nel 2017